# 鏟曲口魚
鏟曲口魚（學名：Campostoma spadiceum）為輻鰭魚綱鯉形目雅羅魚科曲口魚屬的其中一種，分布於北美洲美國阿肯色州中部至奧克拉荷馬州東部的紅河、瓦希塔河和阿肯色河下游流域，體長可達17公分，棲息在礫石底質的溪流淺水域，生活習性不明。

## 扩展阅读
維基物種上的相關：鏟曲口魚